# Цветана Маринова
Цветана Стойчева Маринова е български учен, химичка, член-кореспондент на БАН (2004).

## Биография
Родена е на 6 юли 1941 г. в ловешкото село Малка Желязна. През 1965 г. завършва физика на твърдото тяло в Санкт-Петербургския университет. През 1971 г. защитава кандидатска (докторска) дисертация по физика в същия университет. През 1991 г. защитава дисертация на тема „Електронно-спектроскопски изследвания на частици, получени след адсорбция и коадсорбция на водород, кислород, въглероден окис, етилен и ацетилен върху чисти метални монокристални повърхнини“. От 1976 г. е старши научен сътрудник II ст. (доцент), а от 1996 г. е старши научен сътрудник I ст. (професор) в Института по обща и неорганична химия при Българската академия на науките. От 1977 до 1978 г. води лекции по електронна спектроскопия в Пловдивския университет. През 2004 г. става член-кореспондент на Българската академия на науките. Умира на 13 март 2006 г. в София.
Цветана Маринова е осноположник на електронно-спектроскопските изследвания в България. Сред областите на научните ѝ интереси са физикохимия на твърдотелната повърхност; микроелектроника, оптоелектроника и катализ.